# Christoph Sydow
Christoph Sydow (* 15. Januar 1985 in Berlin-Lichtenberg; † 1. Juni 2020 in Berlin) war ein deutscher Journalist und Auslandsredakteur des Nachrichtenmagazins Der Spiegel. Er war spezialisiert auf den Nahen und Mittleren Osten und die Arabische Welt und gründete am 2. August 2005 Alsharq.

## Leben und Karriere
Christoph Sydow besuchte das Johann-Gottfried-Herder-Gymnasium in Berlin-Lichtenberg. Bereits als Jugendlicher verfolgte er das Berufsziel politischer Journalismus, befasste sich neben Politik aber auch mit internationaler Sportkultur, unter anderem den in Südasien und den Commonwealth-Staaten verbreiteten Sportarten Hockey und Cricket. Nach dem Abitur studierte er Islamwissenschaft und Geschichte an der Freien Universität Berlin. 2005 gründete er gemeinsam mit seinen Studienkollegen Robert Chatterjee und Christoph Dinkelaker den Blog Alsharq, in welchem vornehmlich Studierende Beiträge über den Nahen Osten publizierten. Der Blog wurde 2013 für den Grimme Online Award nominiert.
2009 wurde Sydow als Autor und Redakteur für das Fachmagazin zenith, damals zenith – Zeitschrift für den Orient, tätig und verfasste vor allem politische Berichte und Analysen zur Arabischen Welt. Zu Beginn des Arabischen Frühlings 2011 nahm er für zenith mehrere Medienauftritte wahr und wurde als Fachjournalist und Nahost-Spezialist der jüngeren Generation einer breiteren Öffentlichkeit bekannt.
Nach einem anschließenden Volontariat bei Spiegel Online 2012 wurde Sydow dort Redakteur, nach einer Fusion mit dem Print-Bereich Anfang 2020 dann für die Dachmarke des Spiegel tätig. Auch während dieser Zeit schrieb Sydow weiterhin regelmäßig für zenith, unter anderem zu digitalen Themen und der Bedeutung der Netzkultur in der MENA-Region.
Laut Barbara Hans, Mitglied der Spiegel-Chefredaktion, war Sydow für seinen eigenen Stil der politischen Analyse des Geschehens im Nahen Osten hausintern bekannt; Kollegen bezeichneten diese als „Sydowlyse“. Sydow produzierte zudem Video-Kurzanalysen zu Ereignissen von Nachrichtenwert, unter anderem mit Bezug auf Terrorgruppen wie den Islamischen Staat oder das Kriegsgeschehen in Syrien. Er verglich dabei meist offen zugängliche Quellen und unterschiedliche Berichterstattung der Konfliktparteien und ergänzte diese durch eine Einordnung in den geopolitischen Kontext.
Florian Harms, Nachrichtenchef von T-Online und ehemaliger Chefredakteur von Spiegel Online, bezeichnete Sydow als „außergewöhnlichen Journalisten“, der bewiesen habe, dass man großes Fachwissen „durch einen präzisen Schreibstil so ansprechend vermitteln kann, dass es einer breiten Leserschaft hilft, die Welt besser zu verstehen“.
Am 20. Januar 2020 trat Christoph Sydow letztmals als Moderator bei einer Informationsveranstaltung zum Thema „Arabischer Frühling 2.0 oder ein neuer Krieg am Golf?“ auf.
Sydow war verheiratet und Vater einer Tochter und eines Sohnes. Am 1. Juni 2020 starb er in Berlin im Alter von 35 Jahren durch Suizid.